# Missões diplomáticas de Angola

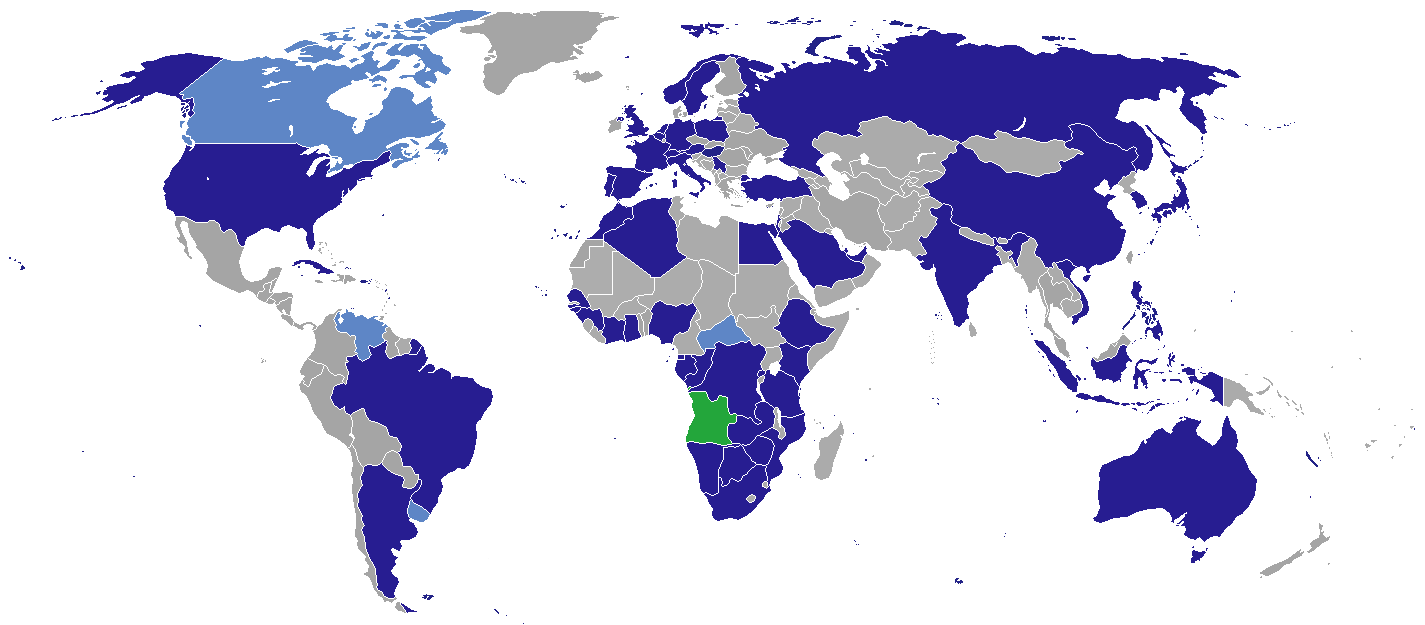
Missões diplomáticas de Angola

Abaixo se encontra as embaixadas e consulados de Angola:

## África
- África do Sul
  - Pretória (Embaixada)
  - Cidade do Cabo (Consulado-Geral)
  - Joanesburgo (Consulado-Geral)
- Argélia
  - Argel (Embaixada)
- Botswana
  - Gaborone (Embaixada)
- Cabo Verde
  - Praia (Embaixada)
- Costa do Marfim
  - Abidjã (Embaixada)
- Egito
  - Cairo (Embaixada)
- Etiópia
  - Adis-Abeba (Embaixada)
- Gabão
  - Libreville (Embaixada)
- Gana
  - Acra (Embaixada)
- Guiné
  - Conacri (Embaixada)
- Guiné-Bissau
  - Bissau (Embaixada)
- Guiné Equatorial
  - Malabo (Embaixada)
- Marrocos
  - Rabate (Embaixada)
- Moçambique
  - Maputo (Embaixada)
- Namíbia
  - Vinduque (Embaixada)
  - Oshakati (Consulado-Geral)
  - Rundu (Consulado-Geral)
- Nigéria
  - Abuja (Embaixada)
- Quênia
  - Nairobi (Embaixada)
- República Centro-Africana
  - Bangui (Consulado-Geral)
- República Democrática do Congo
  - Quinxassa (Embaixada)
  - Lubumbashi (Consulado-Geral)
  - Matadi (Consulado-Geral)
- República do Congo
  - Brazavile (Embaixada)
  - Dolisie (Consulado-Geral)
  - Ponta Negra (Consulado-Geral)
- Ruanda
  - Quigali (Embaixada)
- São Tomé e Príncipe
  - São Tomé (Embaixada)
- Senegal
  - Dacar (Embaixada)
- Tanzânia
  - Dar es Salã (Embaixada)
- Zâmbia
  - Lusaca (Embaixada)
  - Mongu (Consulado-Geral)
  - Solwezi (Consulado-Geral)
- Zimbabwe
  - Harare (Embaixada)

## América
- Argentina
  - Buenos Aires (Embaixada)
- Brasil
  - Brasília (Embaixada)
  - Rio de Janeiro (Consulado-geral)
  - São Paulo (Consulado-geral)
- Canadá
  - Toronto (Consulado-geral)
- Cuba
  - Havana (Embaixada)
- Estados Unidos
  - Washington, D.C. (Embaixada)
  - Houston (Consulado-Geral)
  - Nova Iorque (Consulado-Geral)
- Uruguai
  - Montevideo (Consulado-Geral)
- Venezuela
  - Caracas (Consulado-Geral)

## Ásia
- Arábia Saudita
  - Riade (Embaixada)
- Catar
  - Doha (Embaixada)
- China
  - Pequim (Embaixada)
  - Cantão (Consulado-Geral)
  - Macau (Consulado-Geral)
- Coreia do Sul
  - Seul (Embaixada)
- Emirados Árabes Unidos
  - Abu Dhabi (Embaixada)
  - Dubai (Consulado-Geral)
- Filipinas
  - Manila (Embaixada)
- Índia
  - Nova Deli (Embaixada)
- Indonésia
  - Jacarta (Embaixada)
- Israel
  - Tel Aviv (Embaixada)
- Japão
  - Tóquio (Embaixada)
- Timor-Leste
  - Dili (Embaixada)
- Turquia
  - Ancara (Embaixada)
  - Istambul (Consulado-Geral)
- Vietname
  - Hanói (Embaixada)

## Europa
- Alemanha
  - Berlim (Embaixada)
- Áustria
  - Viena (Embaixada)
- Bélgica
  - Bruxelas (Embaixada)
- Espanha
  - Madrid (Embaixada)
- França
  - Paris (Embaixada)
- Hungria
  - Budapeste (Embaixada)
- Itália
  - Roma (Embaixada)
- Noruega
  - Oslo (Embaixada)
- Países Baixos
  - Haia (Embaixada)
  - Roterdão (Consulado-Geral)
- Polónia
  - Varsóvia (Embaixada)
- Portugal
  - Lisboa (Embaixada)
  - Lisboa Consulado-Geral)
  - Porto (Consulado-Geral)
- Reino Unido
  - Londres (Embaixada)
- Rússia
  - Moscovo (Embaixada)
- Santa Sé
  - Roma (Embaixada)
- Sérvia
  - Belgrado (Embaixada)
- Suécia
  - Estocolmo (Embaixada)
- Suíça 
  - Berna (Embaixada)

## Oceania
- Austrália
  - Camberra (Embaixada)

## Organizações multilaterais
- Genebra (delegação para a Organização das Nações Unidas)
- Nova Iorque (delegação para a Organização das Nações Unidas)
- Paris (delegação para UNESCO)

## Galeria

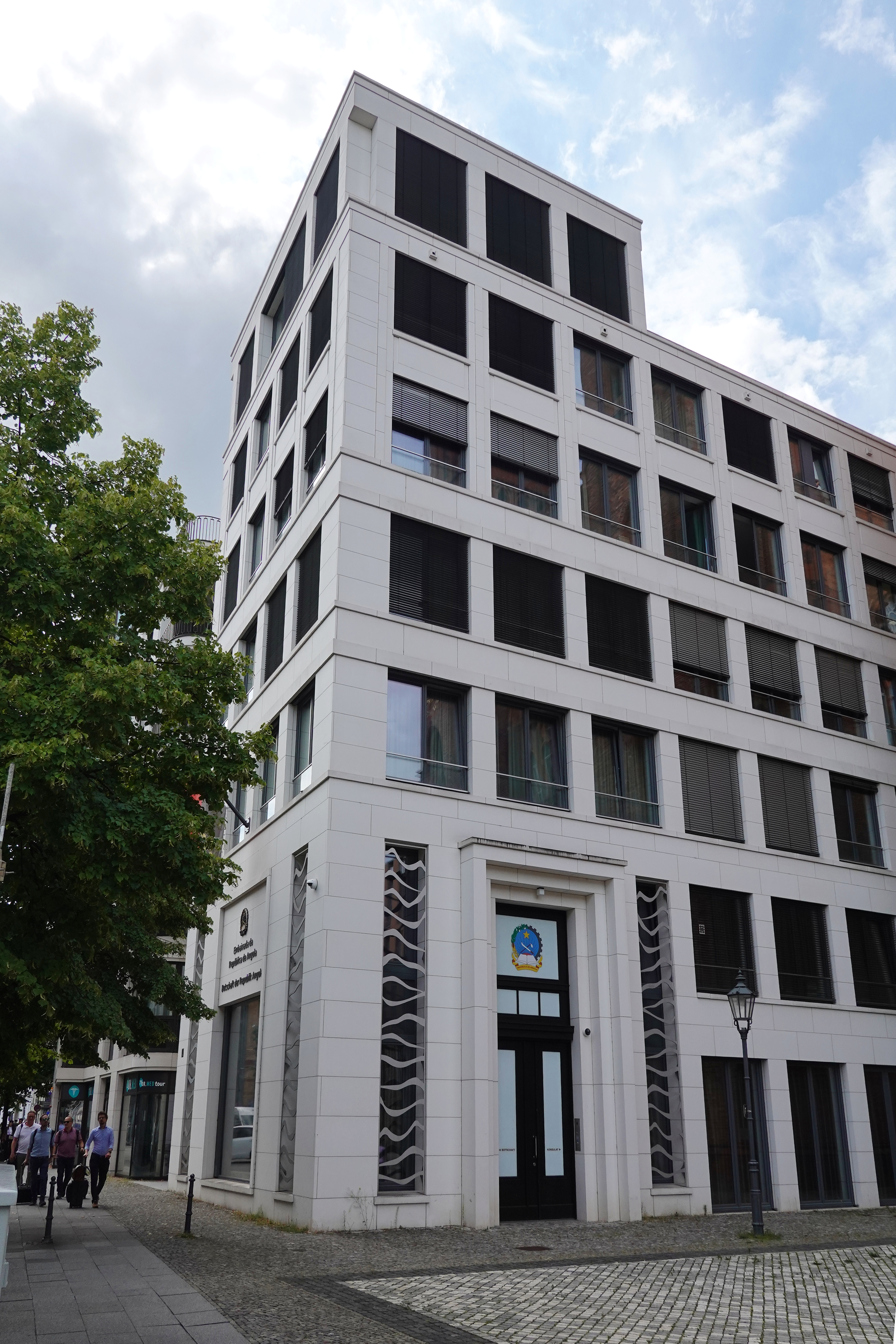
Embaixada em Berlim
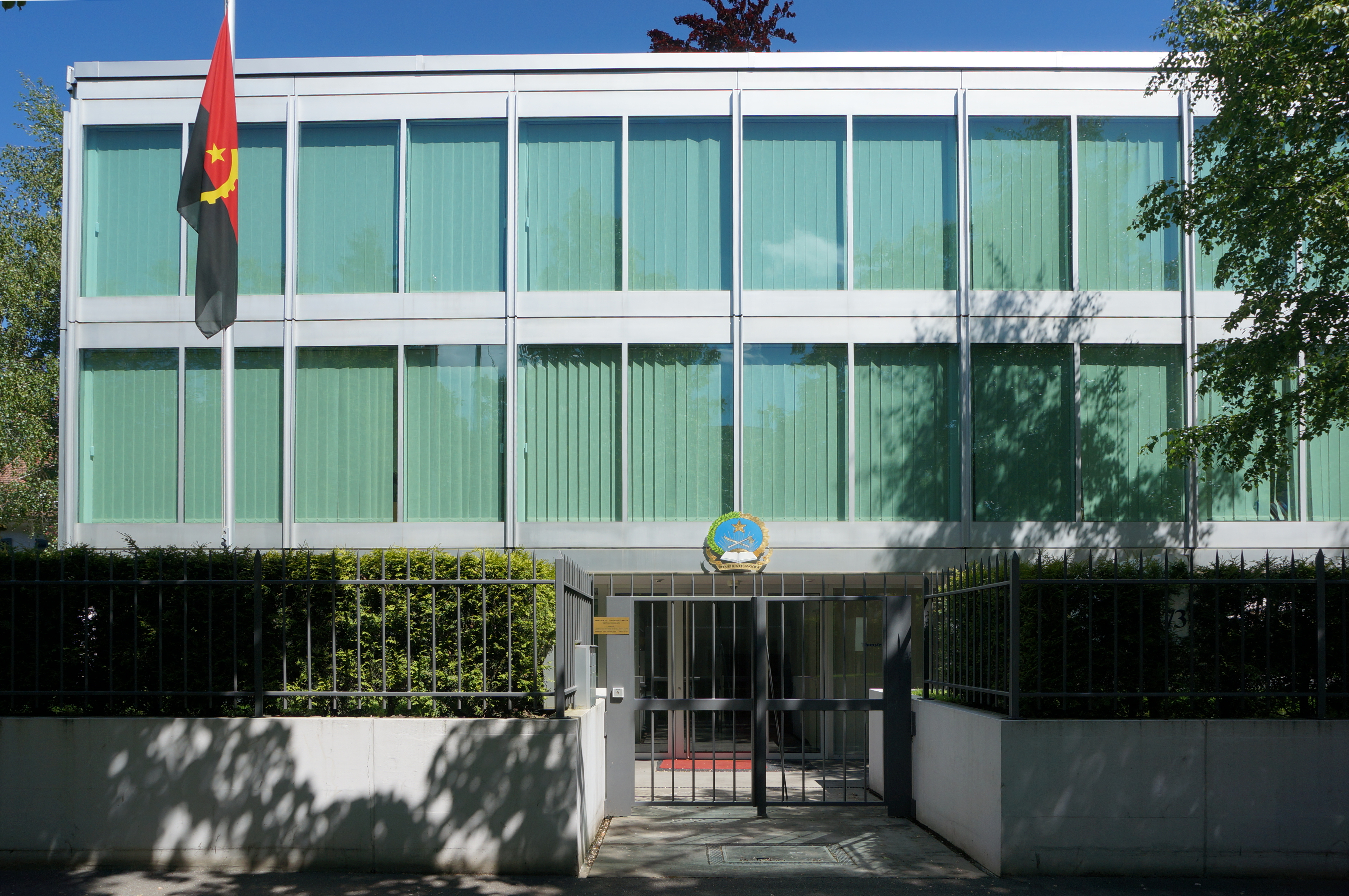
Embaixada em Berna
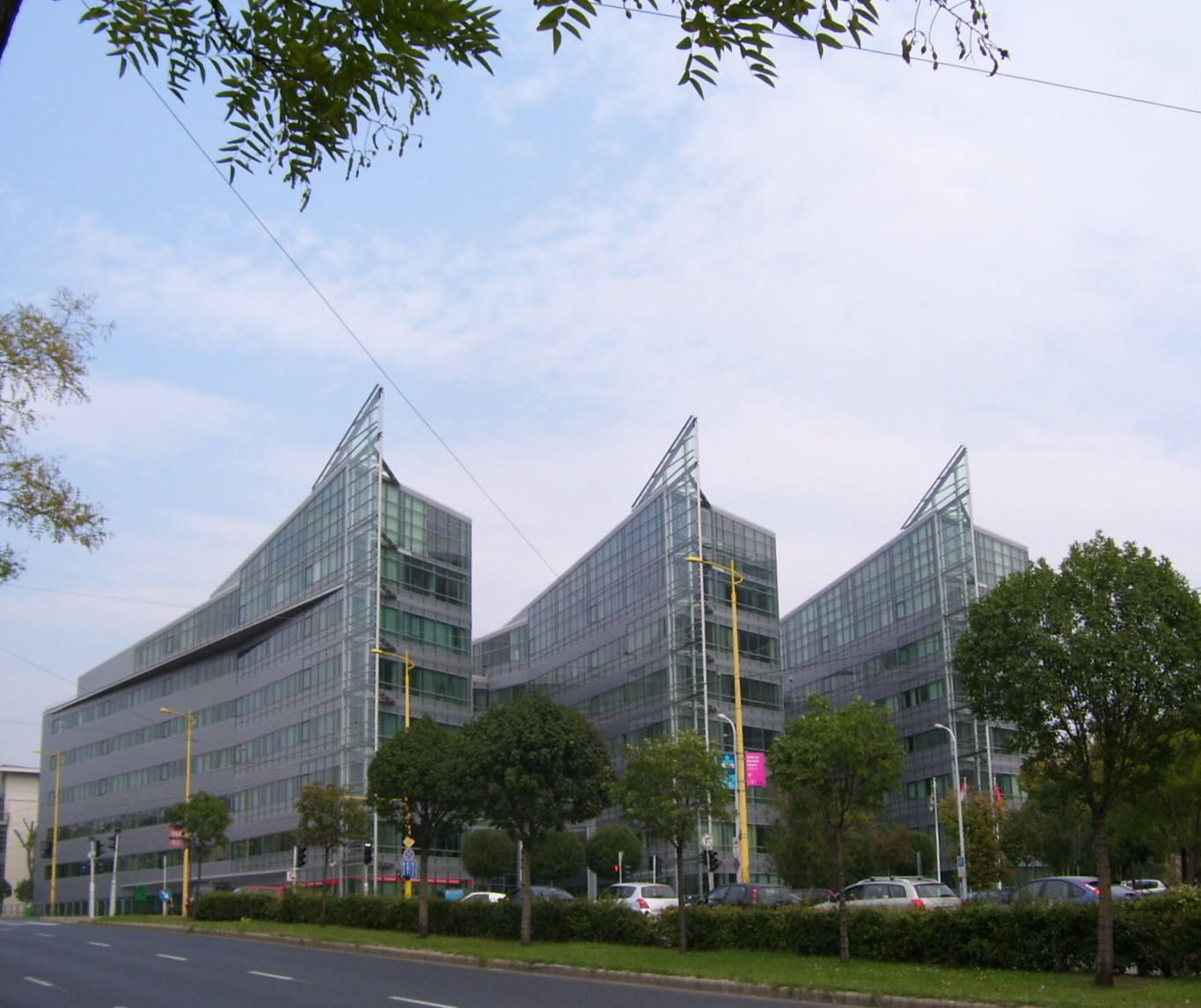
Embaixada em Budapeste
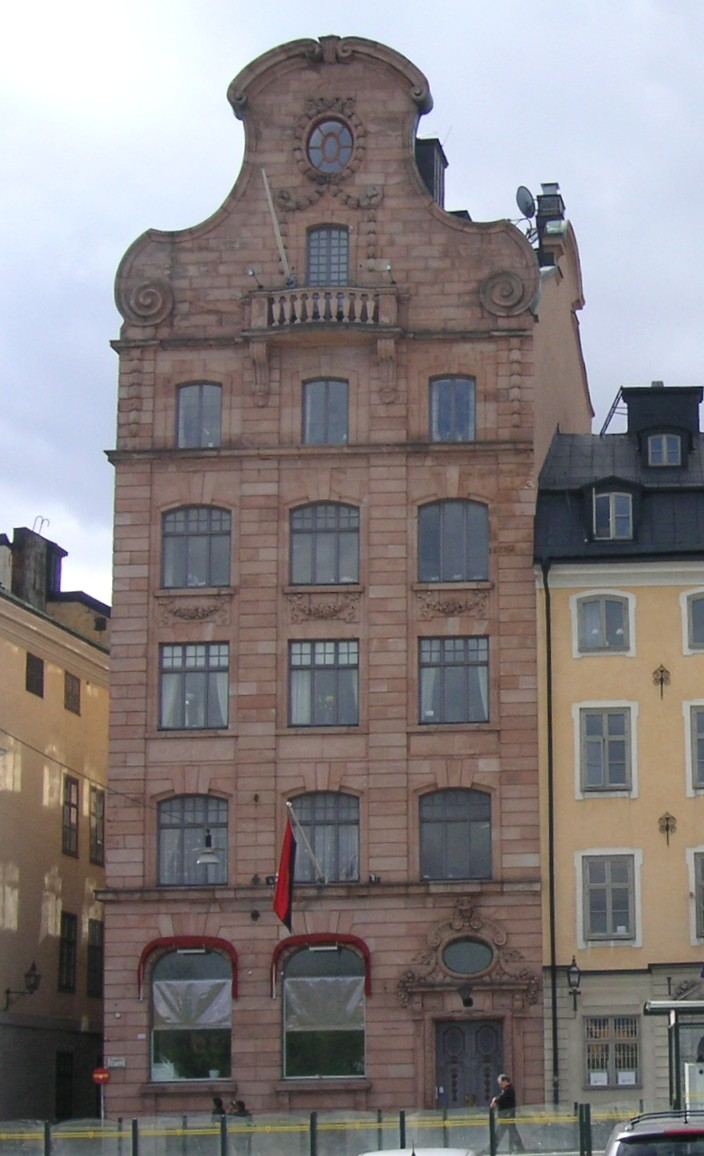
Embaixada em Estocolmo
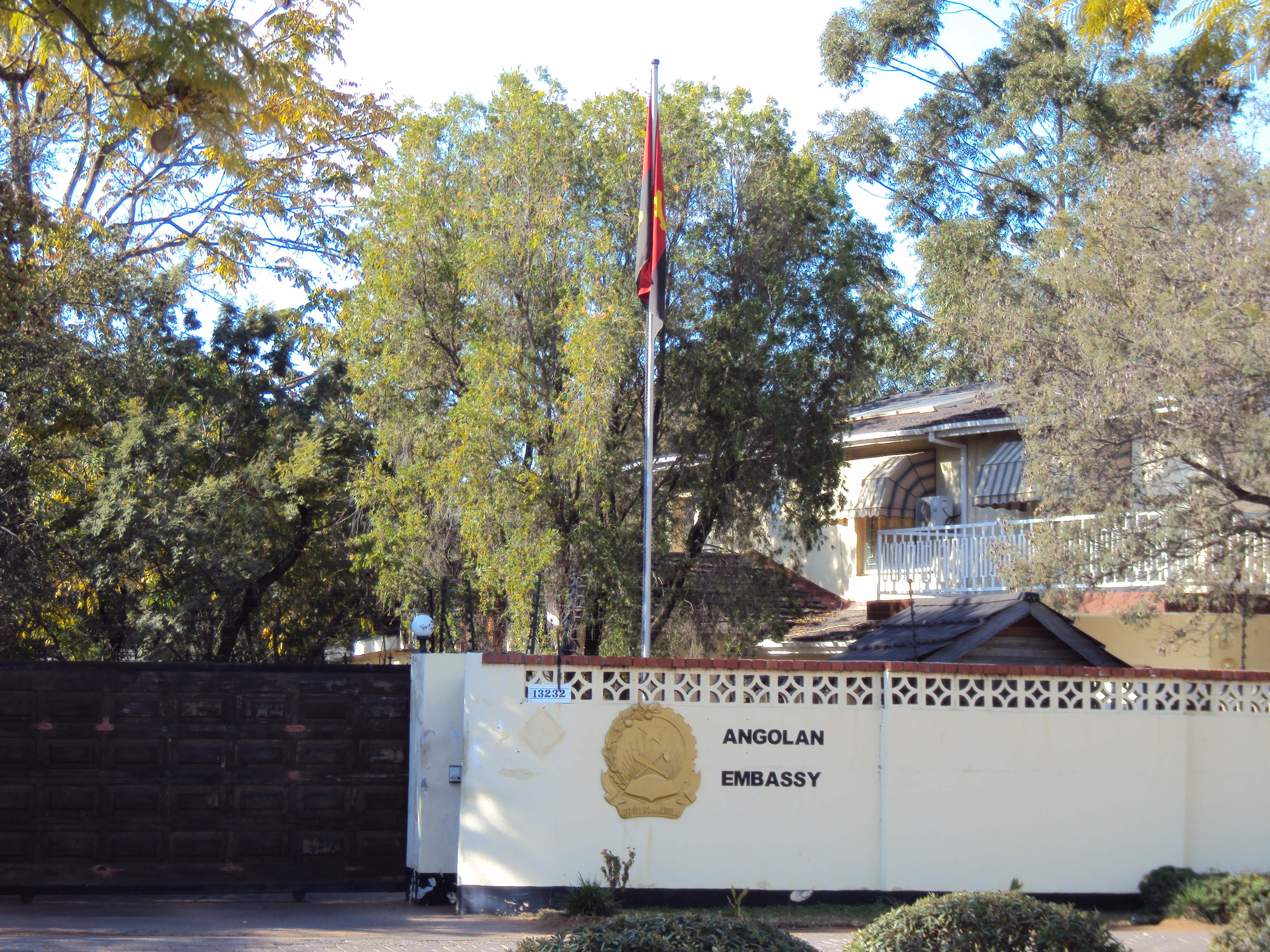
Embaixada em Gaborone
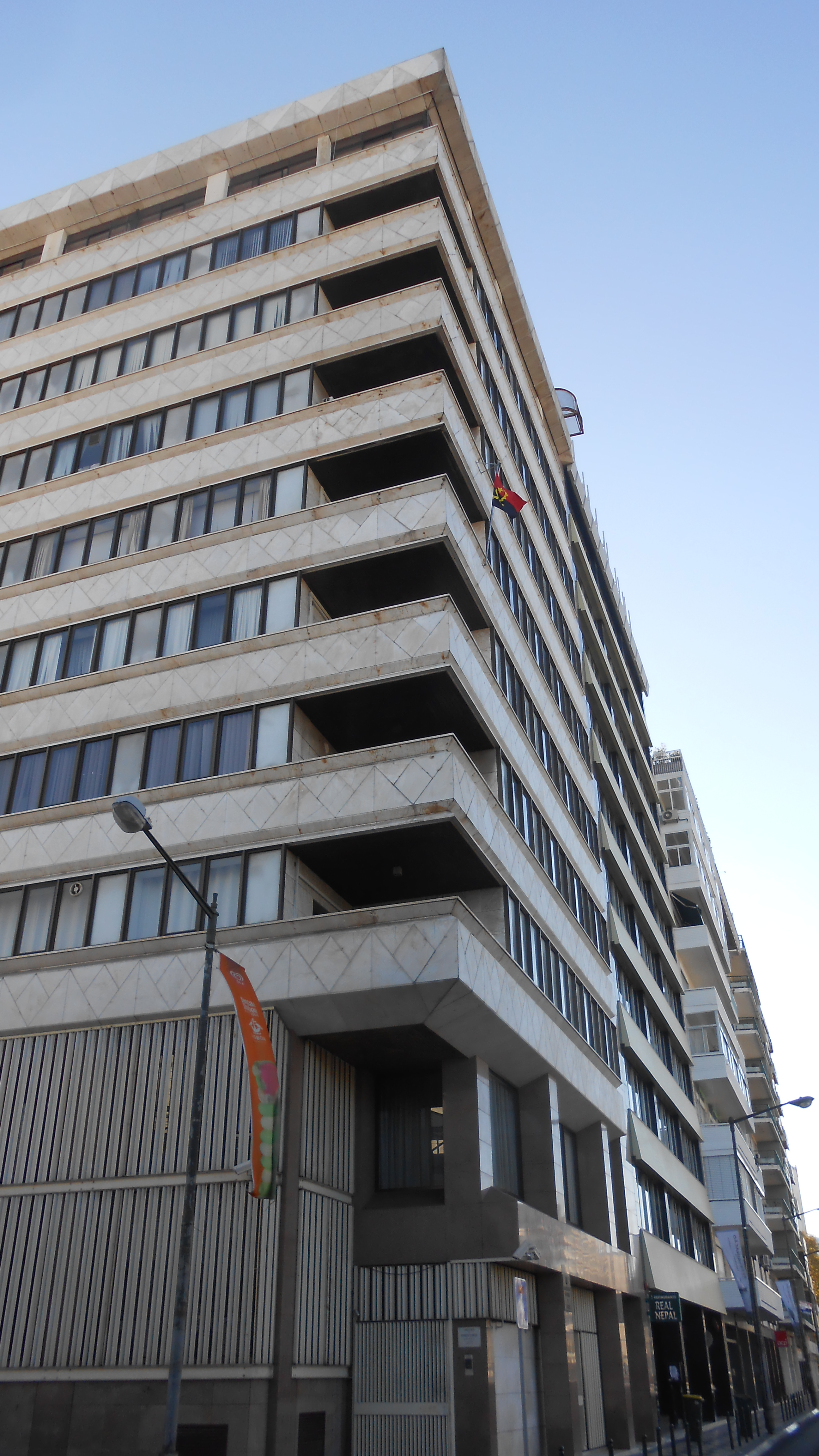
Embaixada em Lisboa
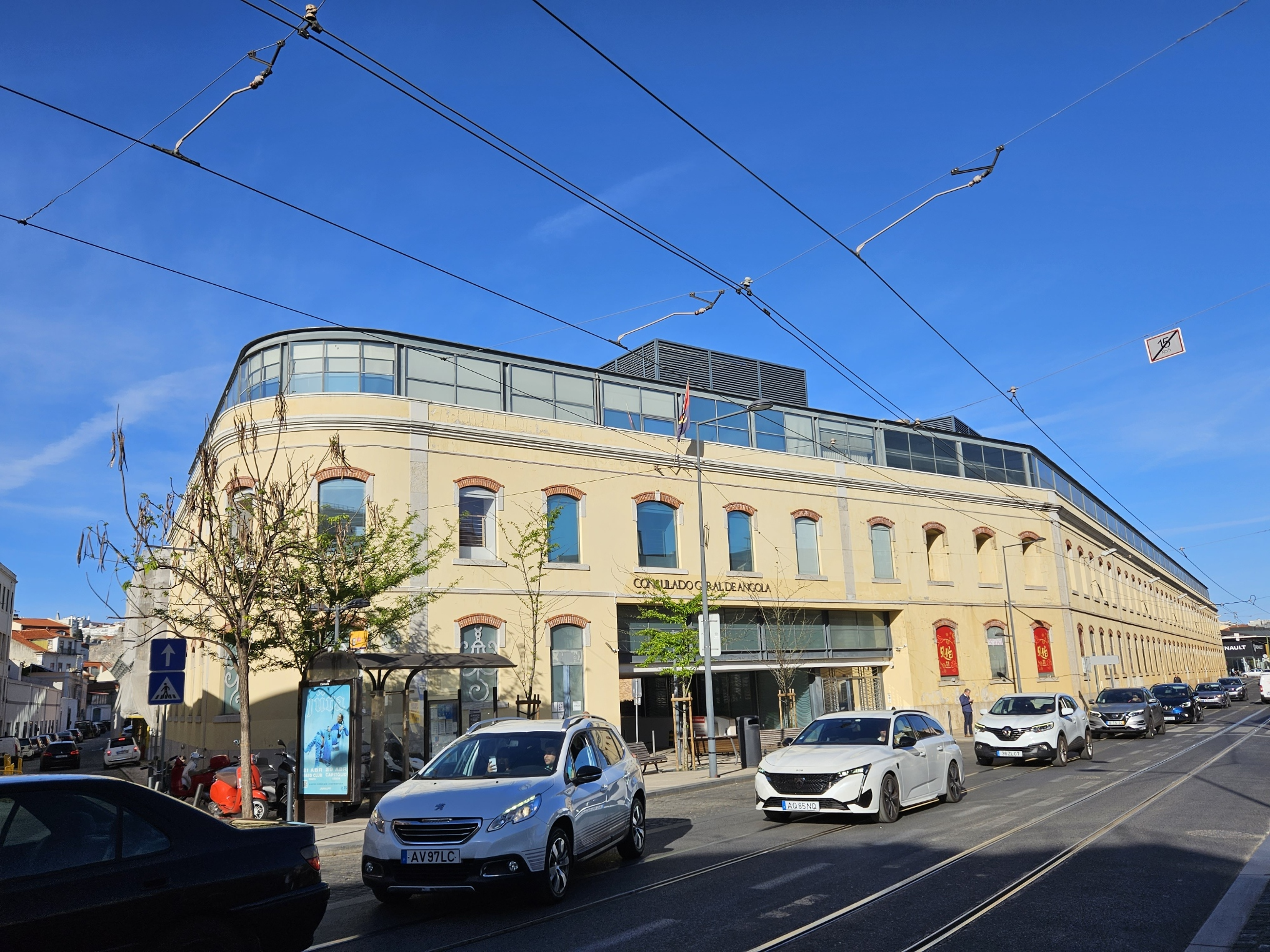
Consulado-Geral em Lisboa
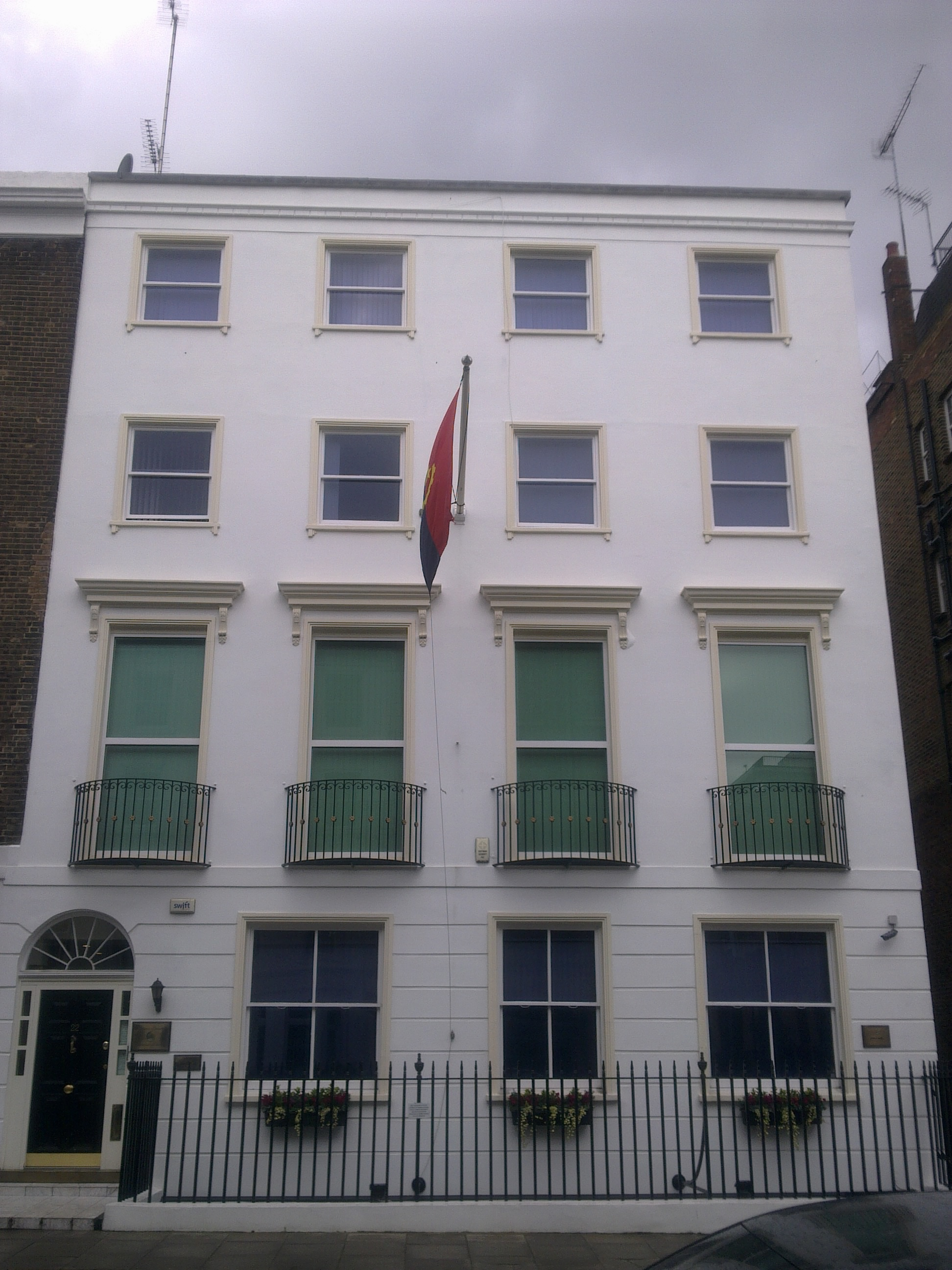
Embaixada em Londres
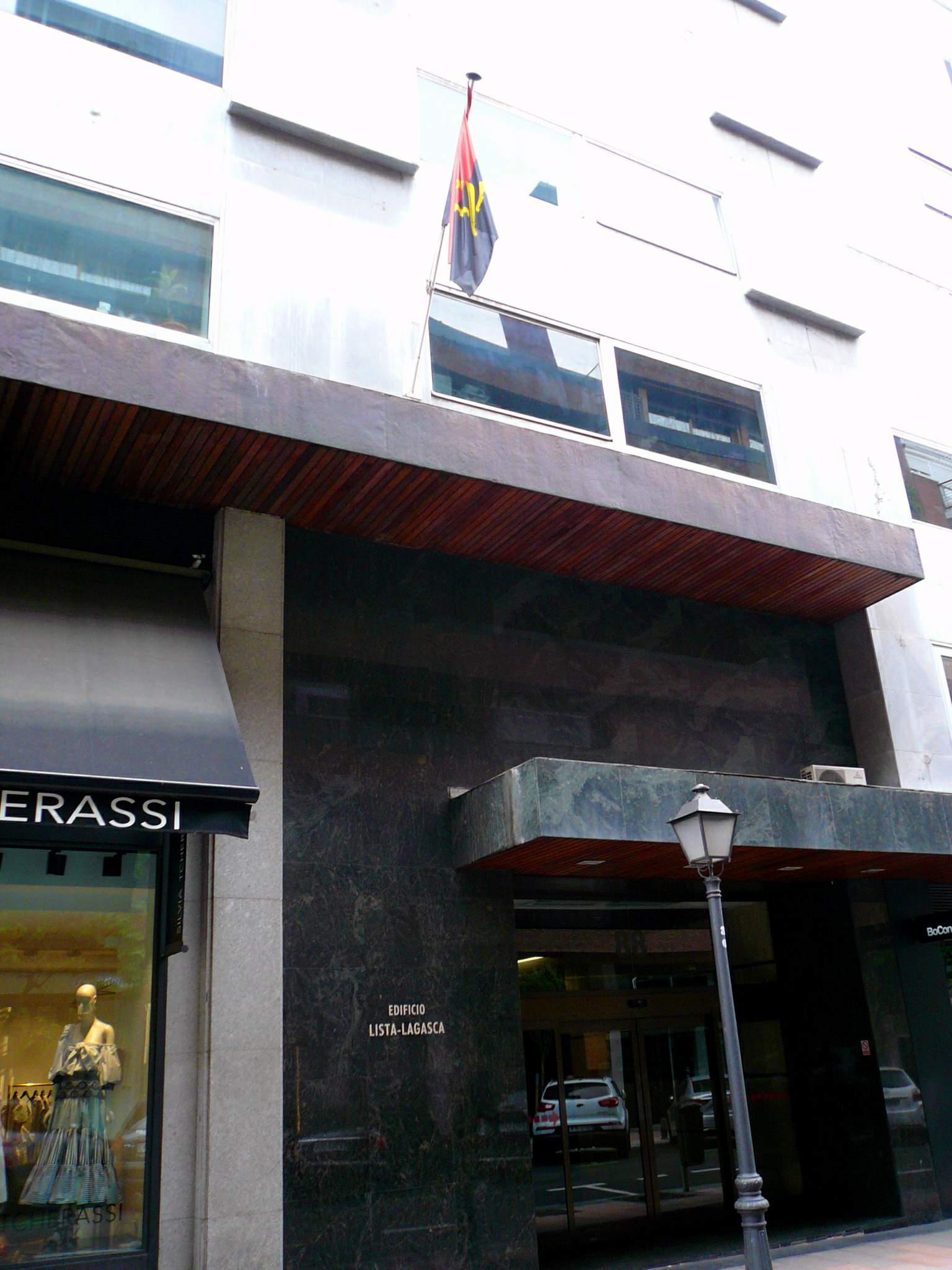
Embaixada em Madrid
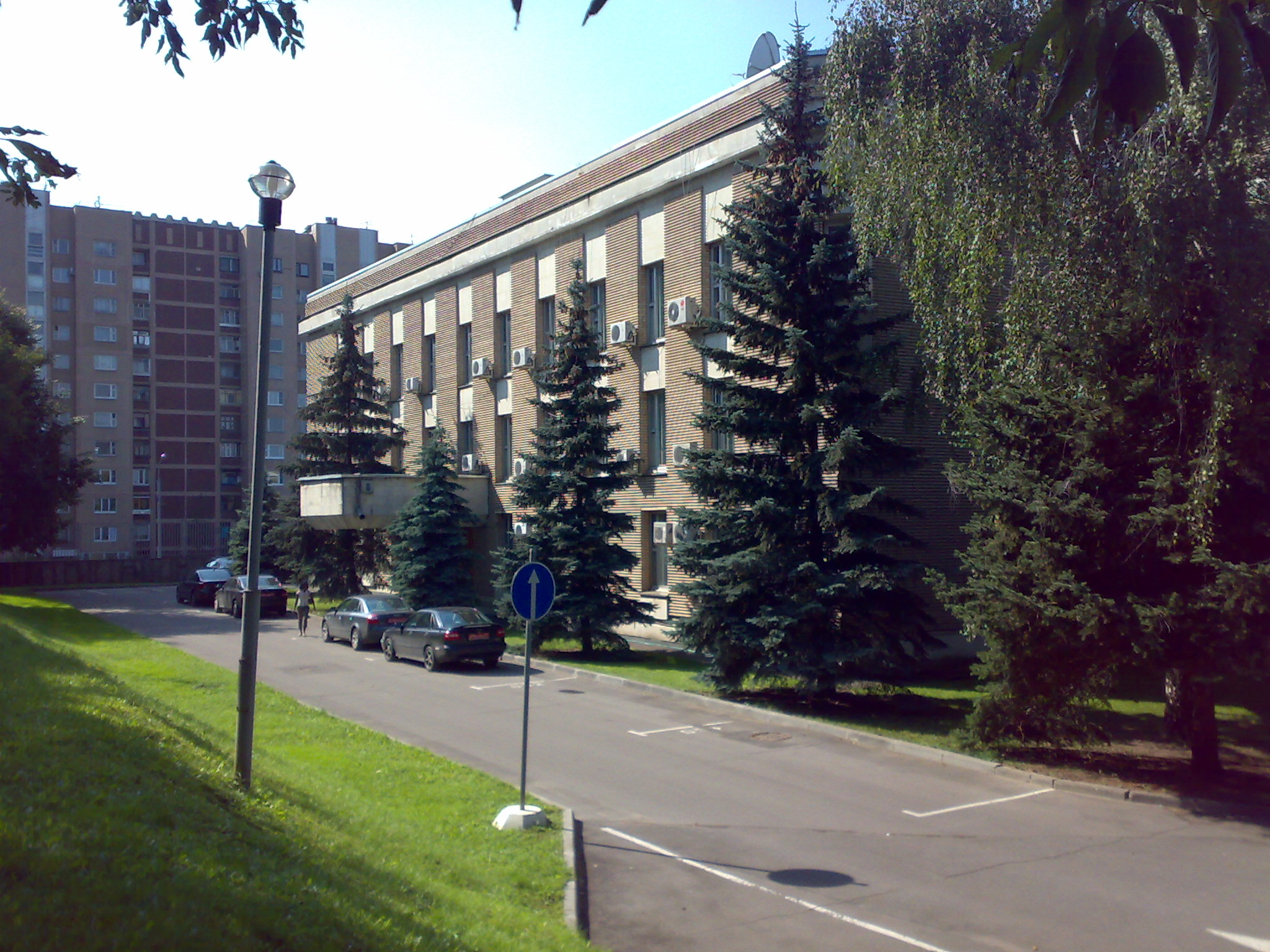
Embaixada em Moscovo
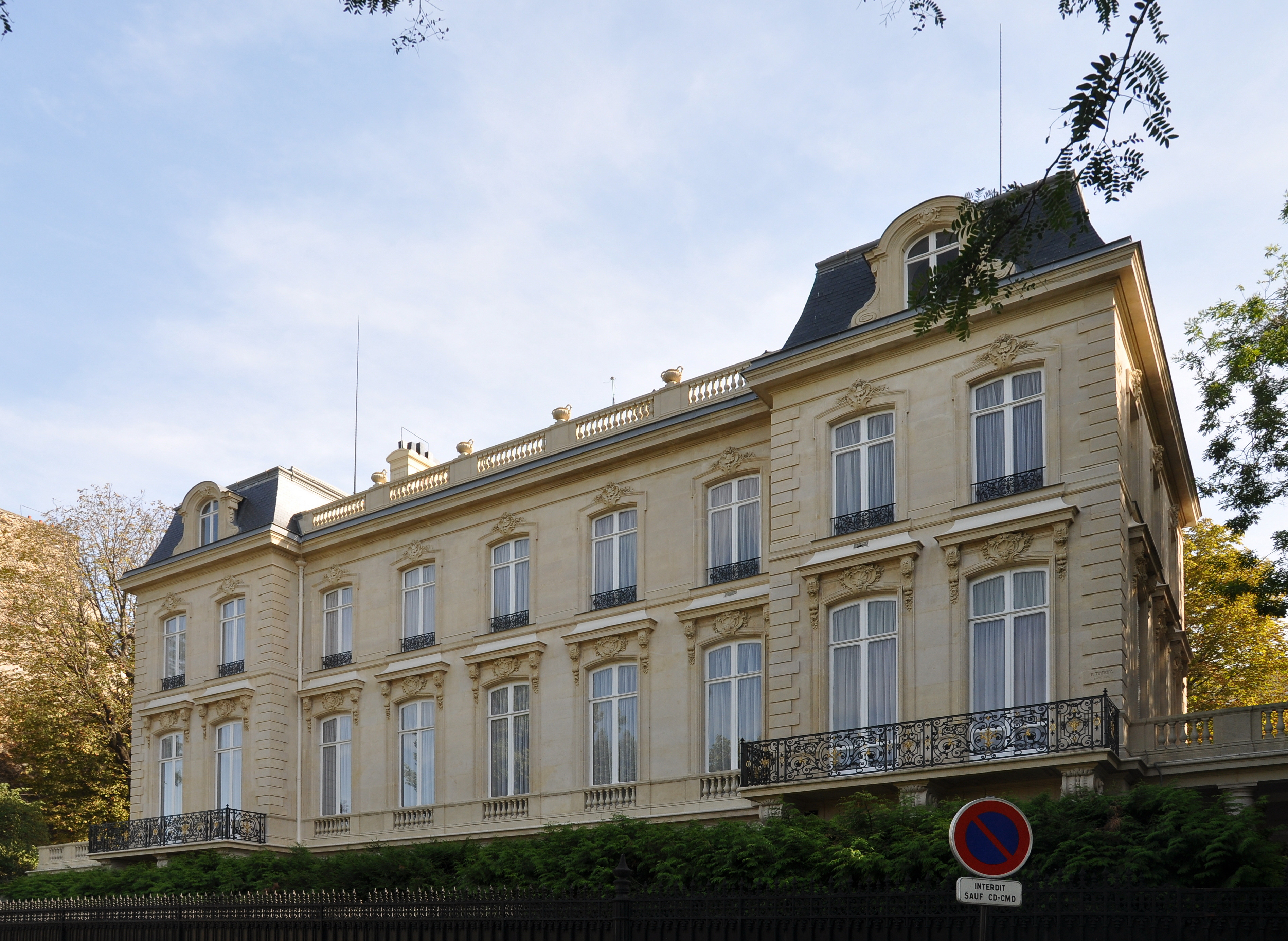
Embaixada em Paris
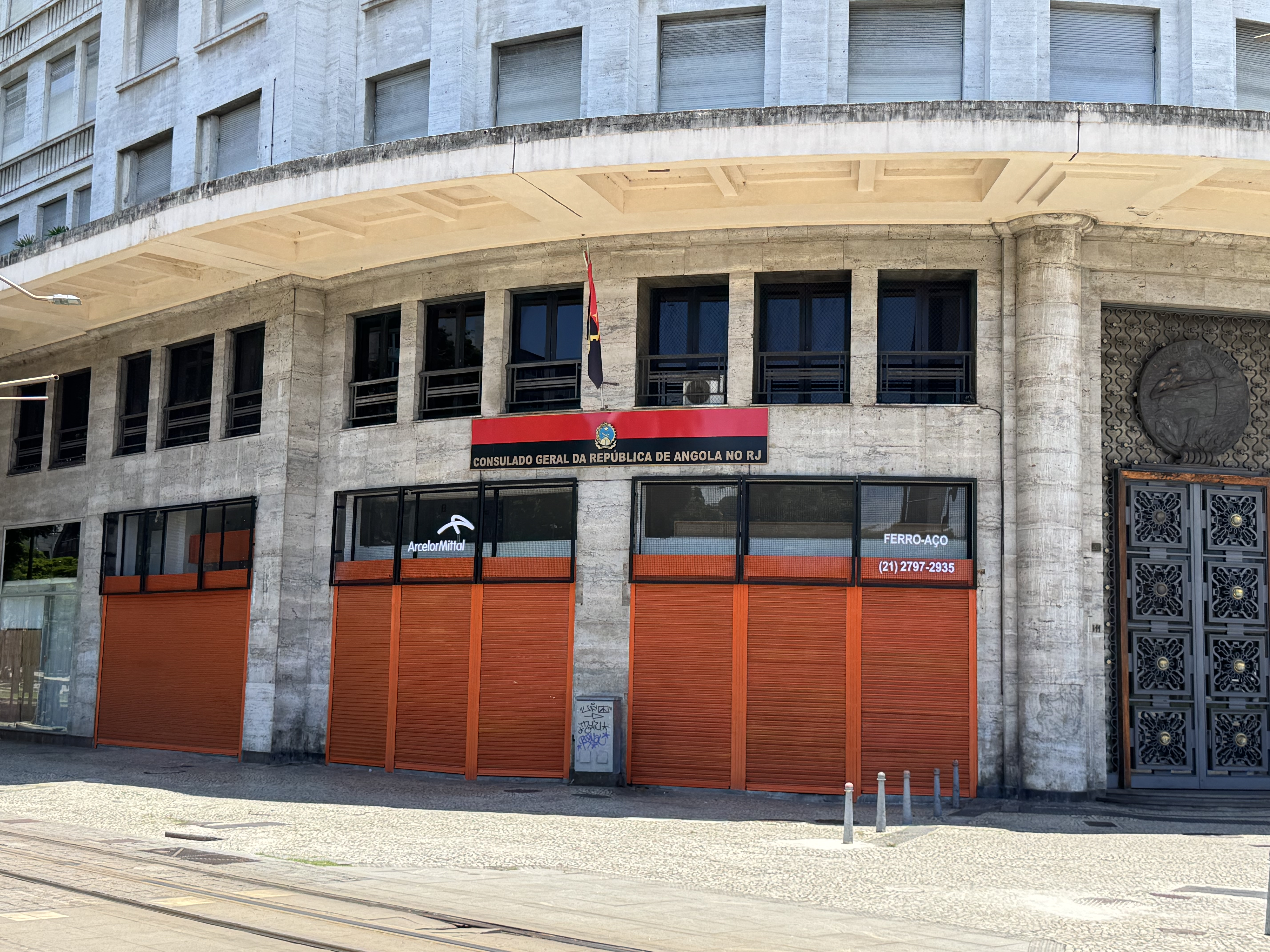
Consulado-Geral no Rio de Janeiro
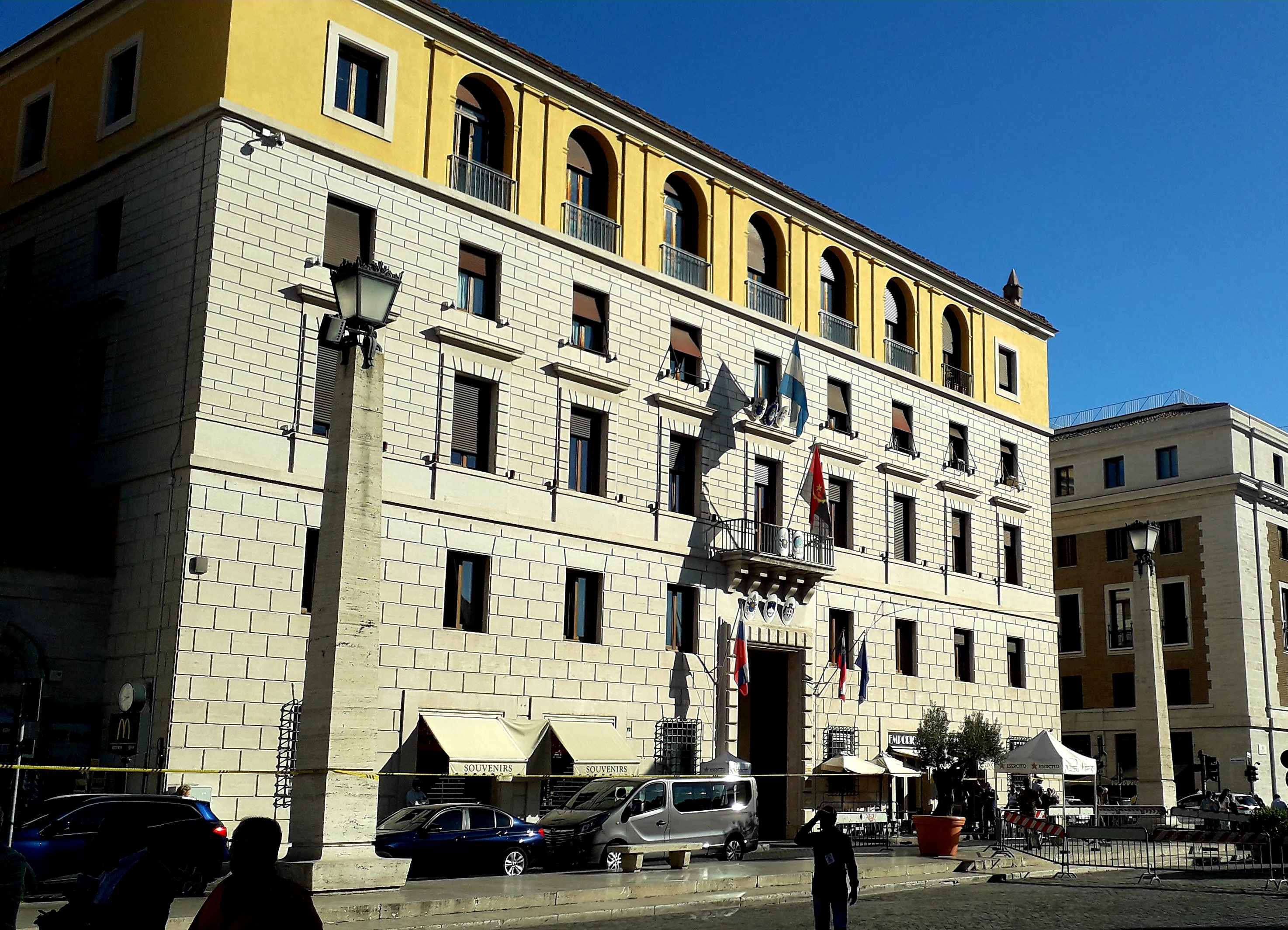
Embaixada junto da Santa Sé em Roma
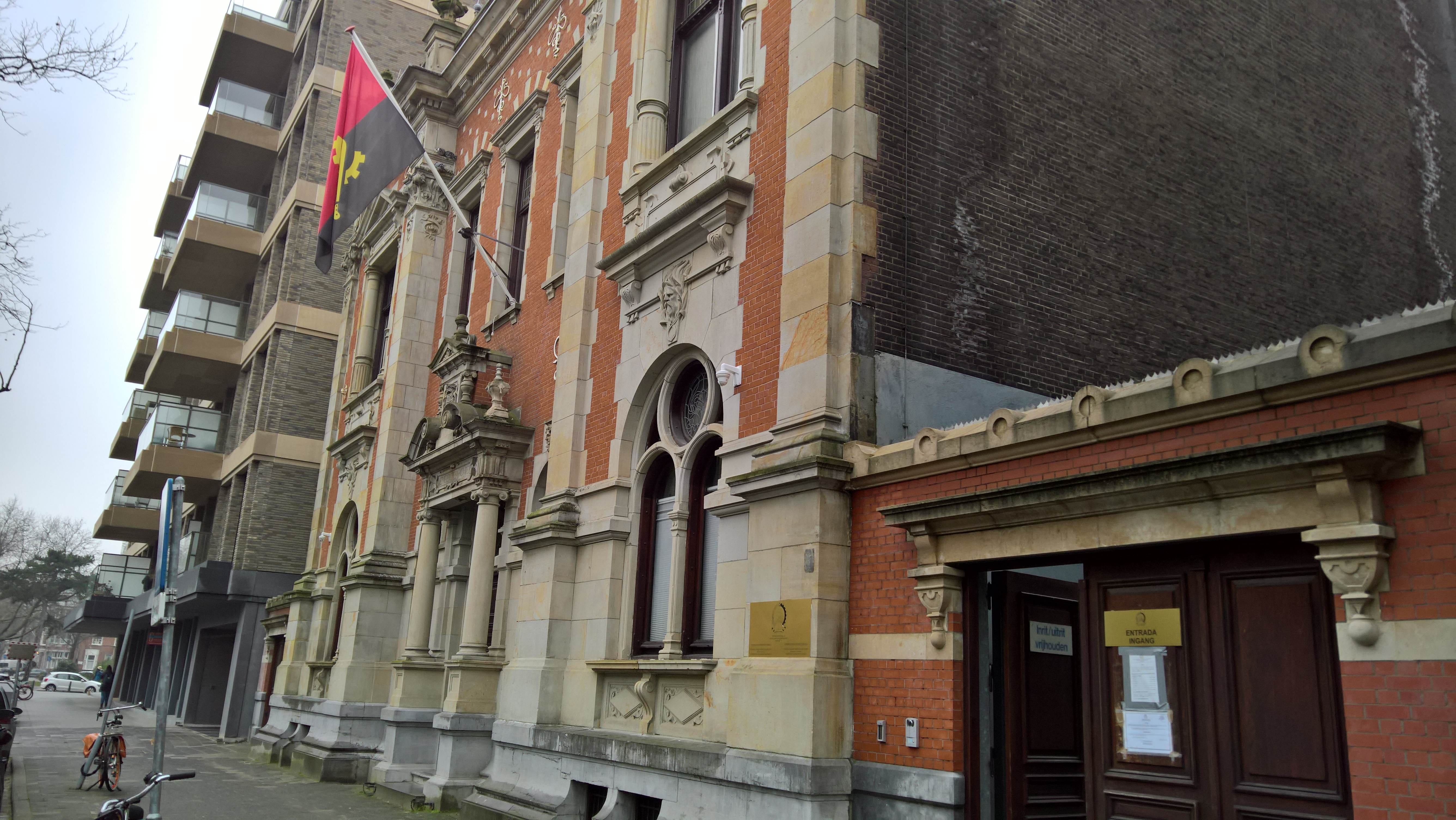
Consulado-Geral em Roterdão
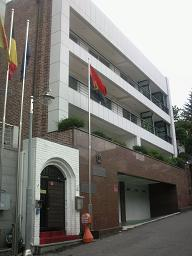
Embaixada em Seul
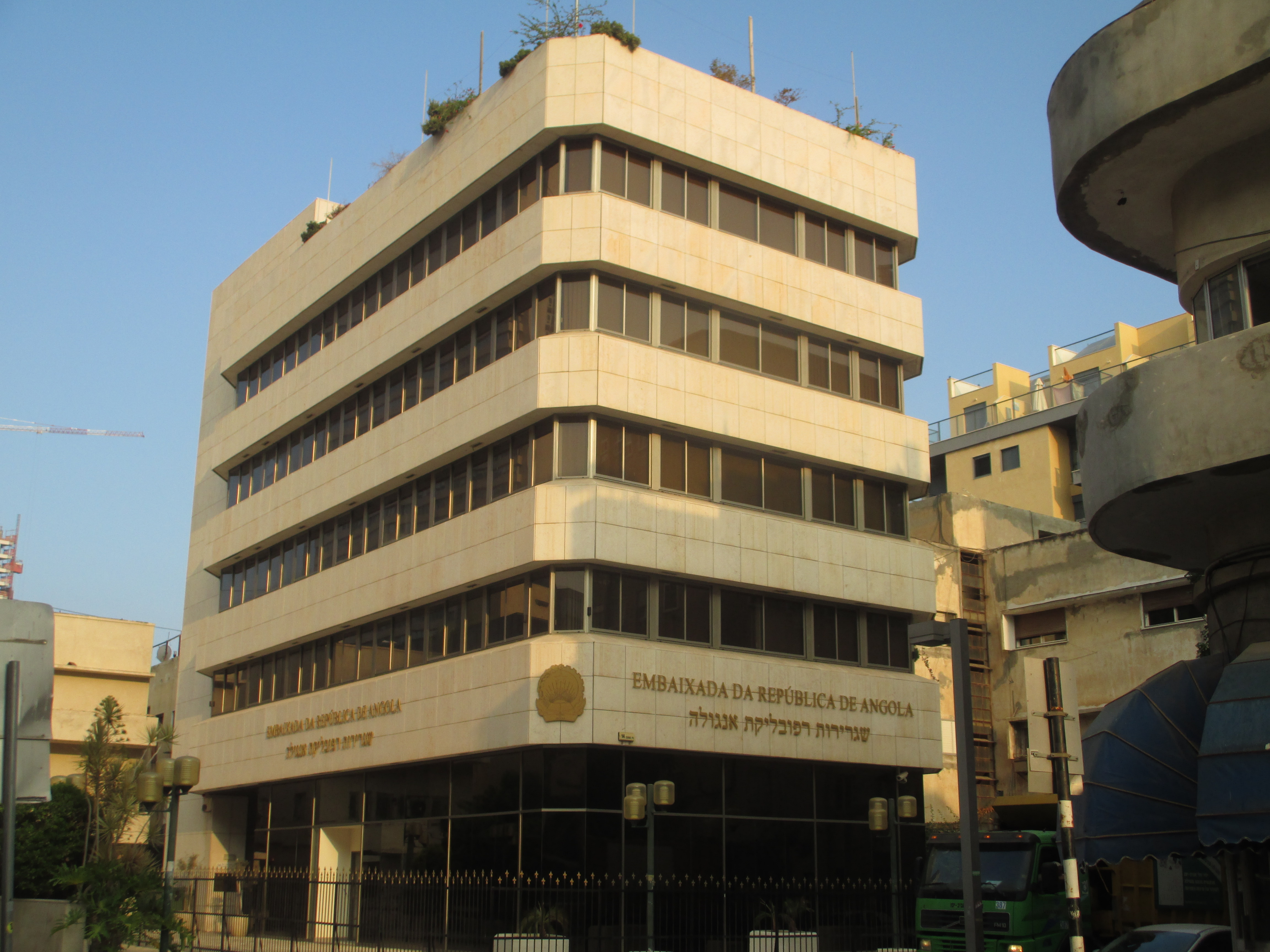
Embaixada em Tel Aviv
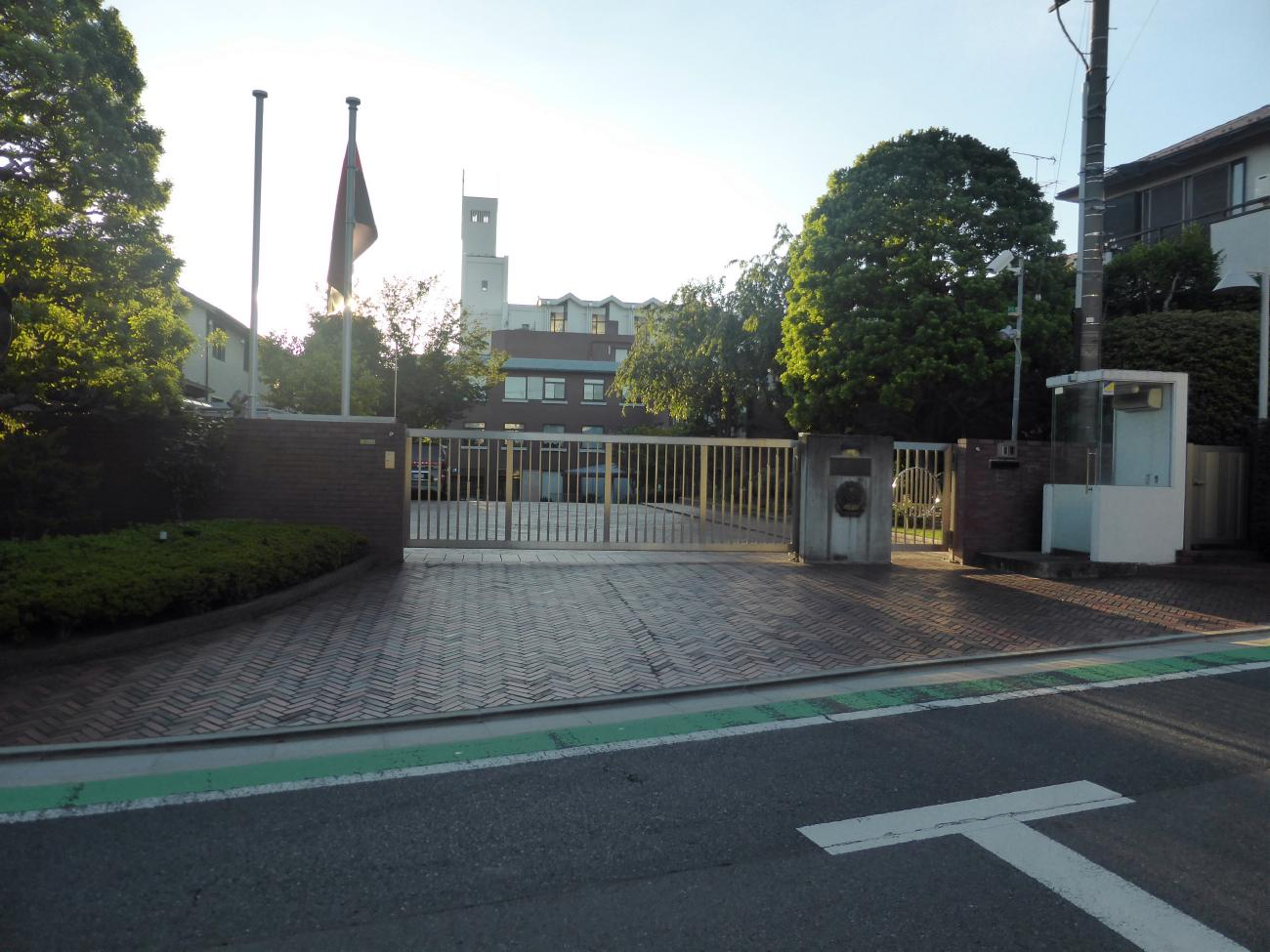
Embaixada em Tóquio
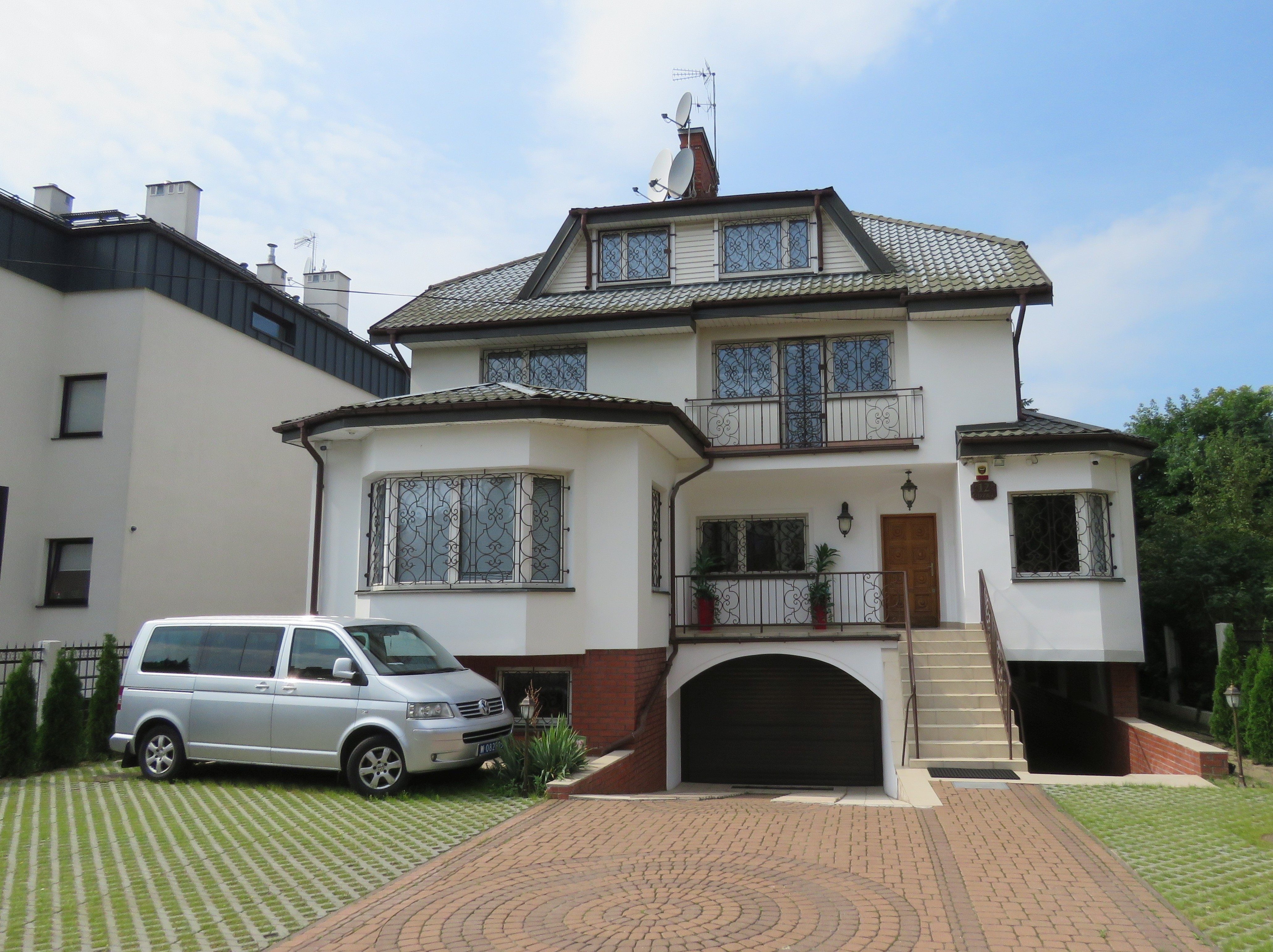
Embaixada em Varsóvia
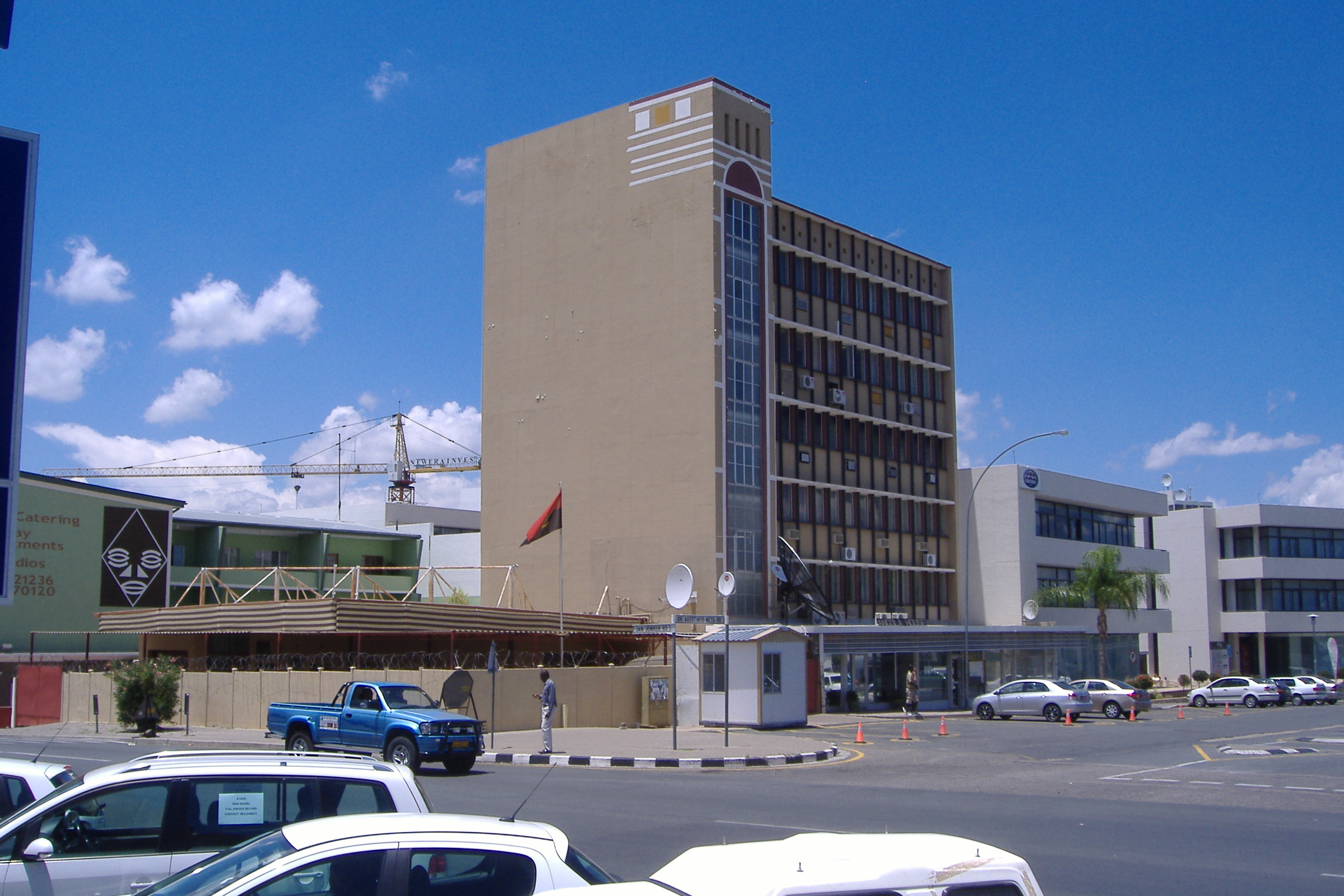
Embaixada em Vinduque
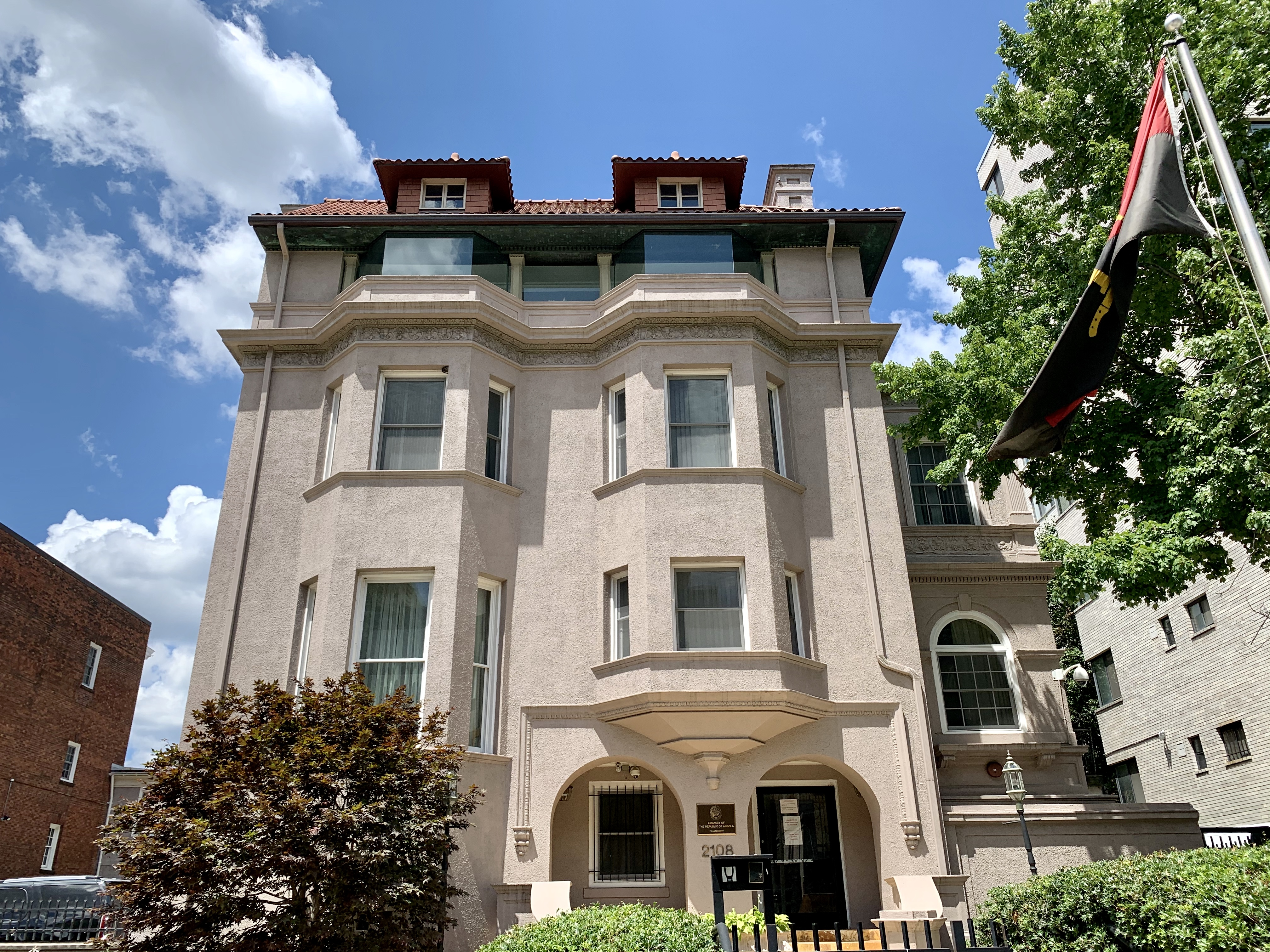
Embaixada em Washington, D.C.

## Referência
- Ministério dos Negócios Estrangeiros